# Ballyanthus prognathus
Ballyanthus prognathus là một loài thực vật có hoa trong họ La bố ma. Loài này được (P.R.O.Bally) Bruyns mô tả khoa học đầu tiên năm 2000.